# TMEM88
TMEM88 (англ. Transmembrane protein 88) – білок, який кодується однойменним геном, розташованим у людей на 17-й хромосомі. Довжина поліпептидного ланцюга білка становить 159 амінокислот, а молекулярна маса — 17 251.
| 10         |  | 20         |  | 30         |  | 40         |  | 50         |
| ---------- |  | ---------- |  | ---------- |  | ---------- |  | ---------- |
| MADVPGAQRA |  | VPGDGPEPRD |  | PLDCWACAVL |  | VTAQNLLVAA |  | FNLLLLVLVL |
| GTILLPAVTM |  | LGFGFLCHSQ |  | FLRSQAPPCT |  | AHLRDPGFTA |  | LLVTGFLLLV |
| PLLVLALASY |  | RRLCLRLRLA |  | DCLVPYSRAL |  | YRRRRAPQPR |  | QIRASPGSQA |
| VPTSGKVWV  |  |            |  |            |  |            |  |            |

A: Аланін

C: Цистеїн

D: Аспарагінова кислота

E: Глутамінова кислота

F: Фенілаланін

G: Гліцин

H: Гістидин

I: Ізолейцин

K: Лізин

L: Лейцин

M: Метіонін

N: Аспарагін

P: Пролін

Q: Глутамін

R: Аргінін

S: Серин

T: Треонін

V: Валін

W: Триптофан

Кодований геном білок за функцією належить до білків розвитку. 
Задіяний у такому біологічному процесі, як сигнальний шлях Wnt. 
Локалізований у клітинній мембрані, мембрані.